# Kristen humanism
Kristen humanism är en åskådning som anser att humanistiska värden som människans universella värdighet, individens frihet och möjlighet till lycka[källa behövs] är väsentliga delar av Jesu budskap, och därmed av kristendomen, eller till och med utgör summan av Jesu undervisning. Inriktningens förespråkare knyter sin tolkning av kristendomen till den lärda renässanshumanismen, och menar sig kunna spåra sina rötter till renässansen eller till och med till kyrkofädernas tid.  
I Sverige företräds kristen humanism bland annat av Förbundet kristen humanism och tidskriften Vår Lösen.